# Royal Horse Guards
Royal Horse Guards (Kungliga gardet till häst), brittiskt kavalleriregemente, 1969 tillsammans med Royal Dragoons ombildat till nya regementet The Blues and Royals. Regementet är ett pansarregemente och ingår i arméenheten Household Cavalry.